# Rieux (Morbihan)
Rieux település Franciaországban, Morbihan megyében. Lakosainak száma 2841 fő (2022. január 1.). Rieux Saint-Jean-la-Poterie, Saint-Nicolas-de-Redon, Fégréac, Théhillac, Saint-Dolay, Allaire és Redon községekkel határos.

## Népesség
A település népessége az elmúlt években az alábbi módon változott:
| Lakosok száma | 2015 | 2522 | 2717 | 2763 | 2878 | 2848 | 2845 | 2865 | 2862 | 2841 |
|               | 1968 | 1982 | 1990 | 2006 | 2013 | 2015 | 2017 | 2019 | 2020 | 2022 |